# Francis Elliot
Sir Francis Edmund Hugh Elliot (24 marzo 1851 – 20 gennaio 1940) è stato un diplomatico inglese.

## Biografia
Elliot era l'unico figlio di Sir Henry Elliot, anch'egli un diplomatico, e di sua moglie, Anne Antrobus. Era un nipote di Gilbert Elliot-Murray-Kynynmound, II conte di Minto. Studiò presso l'Eton College e al Balliol College.

## Carriera
Elliot entrò nel servizio diplomatico come membro del personale dell'ambasciata a Costantinopoli nel 1874. Ha prestato servizio come segretario a Vienna, Rio de Janeiro, Stoccolma, Lisbona, Il Cairo e Parigi prima di essere nominato Segretario della Legazione ad Atene nel 1890. Si trasferì a Sofia nel 1895. Nel 1903 tornò ad Atene come inviato straordinario e ministro plenipotenziario.
Allo scoppio della prima guerra mondiale, Elliot cercò di convincere il re Costantino ad unirsi agli Alleati, ma egli insisteva sulla neutralità, anche se il primo ministro, Eleutherios Venizelos, era a favore dell'unione con gli alleati. Gli eventi nei Balcani costrinsero gli Alleati a sbarcare truppe a Salonicco con il permesso di Venizelos, e nel mese di agosto 1916 i seguaci di Venizelos istituirono uno stato provvisorio nel nord della Grecia con il sostegno degli alleati, con l'obiettivo di recupero delle regioni perdute in Macedonia. Dopo intense trattative diplomatiche e uno scontro armato ad Atene tra alleati e le forze realiste (un episodio noto come Noemvriana), il re abdicò e lasciò la Grecia nel mese di giugno 1917, dopo di che Elliot venne "congedato" e venne sostituito poco dopo da Lord Granville.
In seguito lavorò per il Foreign Office e si ritirò nel 1919.

## Matrimonio
Sposò, il 26 ottobre 1881 ad Atene, Henrietta Augusta Mary Ford (?-26 febbraio 1938), figlia di Sir Francis Clare Ford. Ebbero quattro figlie:
- Katherine Elliot-Murray-Kynynmound (8 novembre 1882-11 novembre 1964), sposò William J. Moloney, ebbero due figli;
- Frances Clara Elliot-Murray-Kynynmound (31 marzo 1885-28 novembre 1967), sposò Alban Young, ebbero tre figli;
- Dorothy Elliot-Murray-Kynynmound (30 ottobre 1888-?), sposò Henry Anthony, ebbero una figlia;
- Violet Marie Elliot-Murray-Kynynmound (17 marzo 1896-?), sposò Edmond Henry O'Connor, non  ebbero figli.

## Morte
Morì il 20 gennaio 1940, all'età di 88 anni.

## Ascendenza
|                                                     |               |                                   | Genitori                            |  |  | Nonni |  |  | Bisnonni                                           |  |  | Trisnonni                     |  |
|                                                     |               |                                   |                                     |  |  |       |  |  | Gilbert Elliot-Murray-Kynynmound, I conte di Minto |  |  | Gilbert Elliot, III baronetto |  |
|                                                     |               |                                   |                                     |  |  |       |  |  | Gilbert Elliot-Murray-Kynynmound, I conte di Minto |  |  | Gilbert Elliot, III baronetto |  |
|                                                     |               | Agnes Dalrymple-Murray-Kynynmound |                                     |  |  |       |  |  | Gilbert Elliot-Murray-Kynynmound, I conte di Minto |  |  |                               |  |
| Gilbert Elliot-Murray-Kynynmound, II conte di Minto |               |                                   |                                     |  |  |       |  |  | Gilbert Elliot-Murray-Kynynmound, I conte di Minto |  |  |                               |  |
|                                                     |               | Anna Maria Amyand                 | George Amyand, I baronetto          |  |  |       |  |  |                                                    |  |  |                               |  |
|                                                     |               | Anna Maria Amyand                 | George Amyand, I baronetto          |  |  |       |  |  |                                                    |  |  |                               |  |
|                                                     |               | Anna Maria Amyand                 | Anna Maria Korteen                  |  |  |       |  |  |                                                    |  |  |                               |  |
| Henry Elliot-Murray-Kynynmound                      |               | Anna Maria Amyand                 |                                     |  |  |       |  |  |                                                    |  |  |                               |  |
|                                                     |               | Patrick Brydone                   | Robert Brydone                      |  |  |       |  |  |                                                    |  |  |                               |  |
|                                                     |               | Patrick Brydone                   | Robert Brydone                      |  |  |       |  |  |                                                    |  |  |                               |  |
|                                                     |               | Patrick Brydone                   | Elizabeth Dysart                    |  |  |       |  |  |                                                    |  |  |                               |  |
| Mary Brydone                                        |               | Patrick Brydone                   |                                     |  |  |       |  |  |                                                    |  |  |                               |  |
|                                                     |               | Mary Robertson                    | William Robertson                   |  |  |       |  |  |                                                    |  |  |                               |  |
|                                                     |               | Mary Robertson                    | William Robertson                   |  |  |       |  |  |                                                    |  |  |                               |  |
|                                                     |               | Mary Robertson                    | Mary Nisbet                         |  |  |       |  |  |                                                    |  |  |                               |  |
| Francis Elliot-Murray-Kynynmound                    |               | Mary Robertson                    |                                     |  |  |       |  |  |                                                    |  |  |                               |  |
|                                                     | John Antrobus | Philip Antrobus                   |                                     |  |  |       |  |  |                                                    |  |  |                               |  |
|                                                     | John Antrobus | Philip Antrobus                   |                                     |  |  |       |  |  |                                                    |  |  |                               |  |
|                                                     | John Antrobus | Mary Rowley                       |                                     |  |  |       |  |  |                                                    |  |  |                               |  |
| Edmund Antrobus, II baronetto                       | John Antrobus |                                   |                                     |  |  |       |  |  |                                                    |  |  |                               |  |
|                                                     |               | Anne Crawfurd                     | Gibbs Crawfurd                      |  |  |       |  |  |                                                    |  |  |                               |  |
|                                                     |               | Anne Crawfurd                     | Gibbs Crawfurd                      |  |  |       |  |  |                                                    |  |  |                               |  |
|                                                     |               | Anne Crawfurd                     | Anna Payne                          |  |  |       |  |  |                                                    |  |  |                               |  |
| Anne Antrobus                                       |               | Anne Crawfurd                     |                                     |  |  |       |  |  |                                                    |  |  |                               |  |
|                                                     |               | Hugh Primrose Lindsay             | James Lindsay, V conte di Balcarres |  |  |       |  |  |                                                    |  |  |                               |  |
|                                                     |               | Hugh Primrose Lindsay             | James Lindsay, V conte di Balcarres |  |  |       |  |  |                                                    |  |  |                               |  |
|                                                     |               | Hugh Primrose Lindsay             | Anne Dalrymple                      |  |  |       |  |  |                                                    |  |  |                               |  |
| Anne Lindsay                                        |               | Hugh Primrose Lindsay             |                                     |  |  |       |  |  |                                                    |  |  |                               |  |
|                                                     |               | Jane Gordon                       | Alexander Gordon, lord Rockville    |  |  |       |  |  |                                                    |  |  |                               |  |
|                                                     |               | Jane Gordon                       | Alexander Gordon, lord Rockville    |  |  |       |  |  |                                                    |  |  |                               |  |
|                                                     |               | Jane Gordon                       | Anne Duff                           |  |  |       |  |  |                                                    |  |  |                               |  |
|                                                     |               | Jane Gordon                       |                                     |  |  |       |  |  |                                                    |  |  |                               |  |